# S-125 (ミサイル)

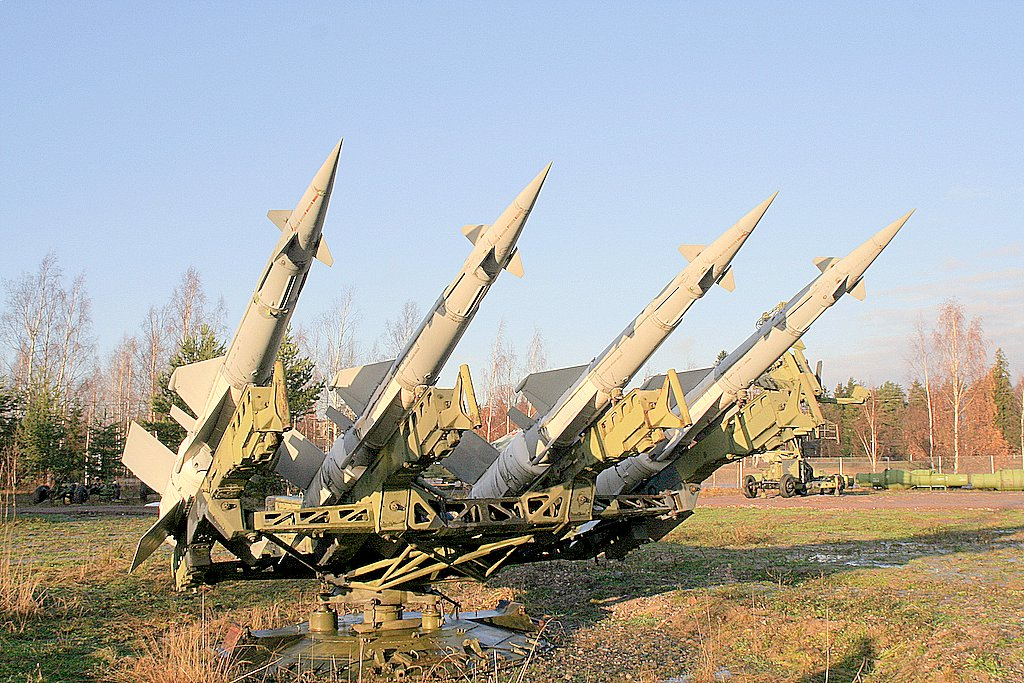
4連装ミサイルランチャーに載せられたS-125

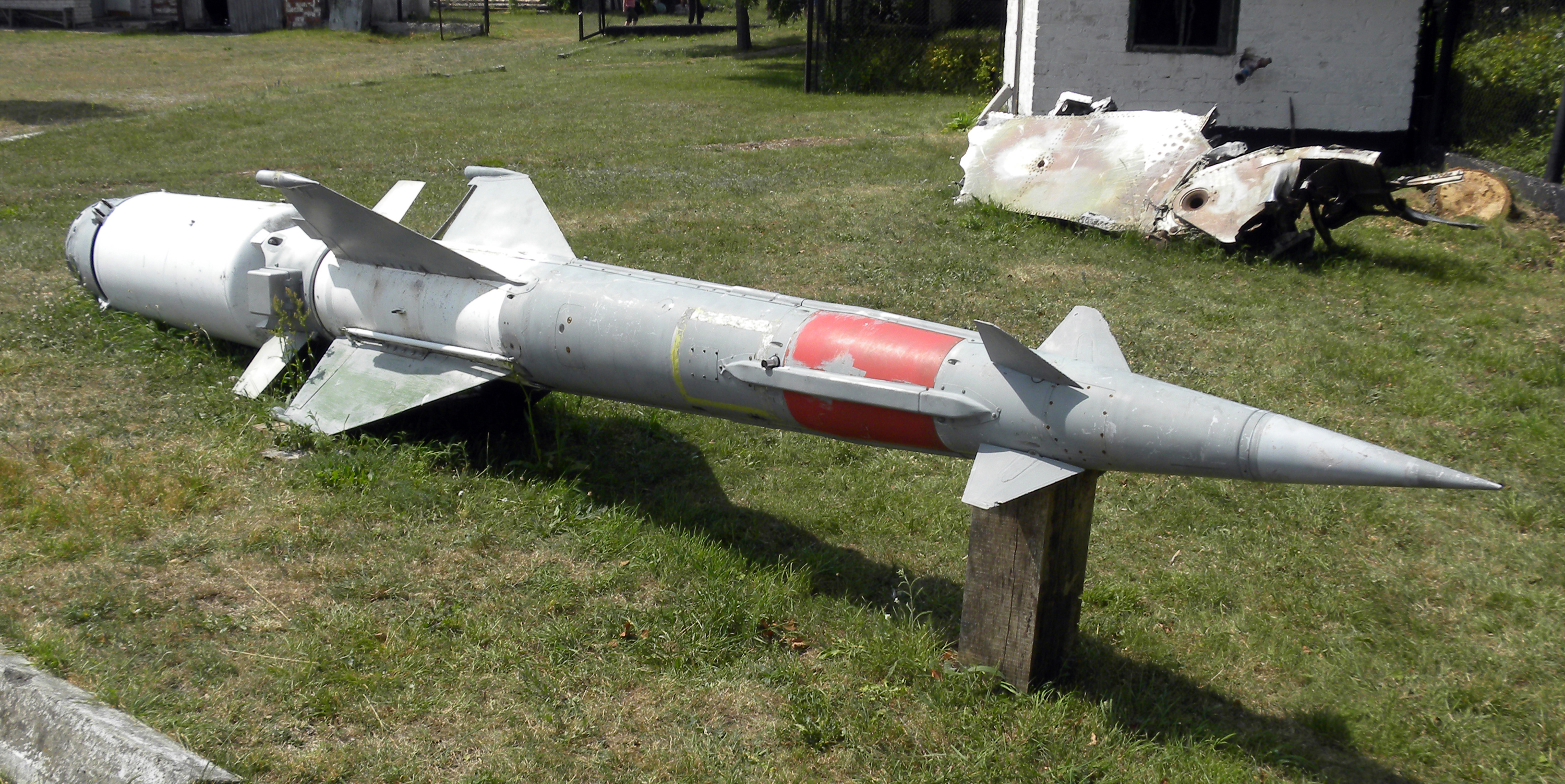

S-125 ネヴァー（ロシア語：С-125 Неваエース・ストー・ドヴァーッツァチ・ピャーチ・ニヴァー）は、ソビエト連邦が開発した高・中高度防空ミサイル（SAM）である。愛称は、古都サンクトペテルブルク（ソ連時代はレニングラード）を流れるネヴァ川に因む。NATOコードネームではSA-3 ゴア（Goa）と呼ばれており、日本を含む西側諸国では一般にこちらの名称で呼ばれる事も多い。
S-125は、ステルス攻撃機F-117 ナイトホークを撃墜したことで知られている。

## 概要

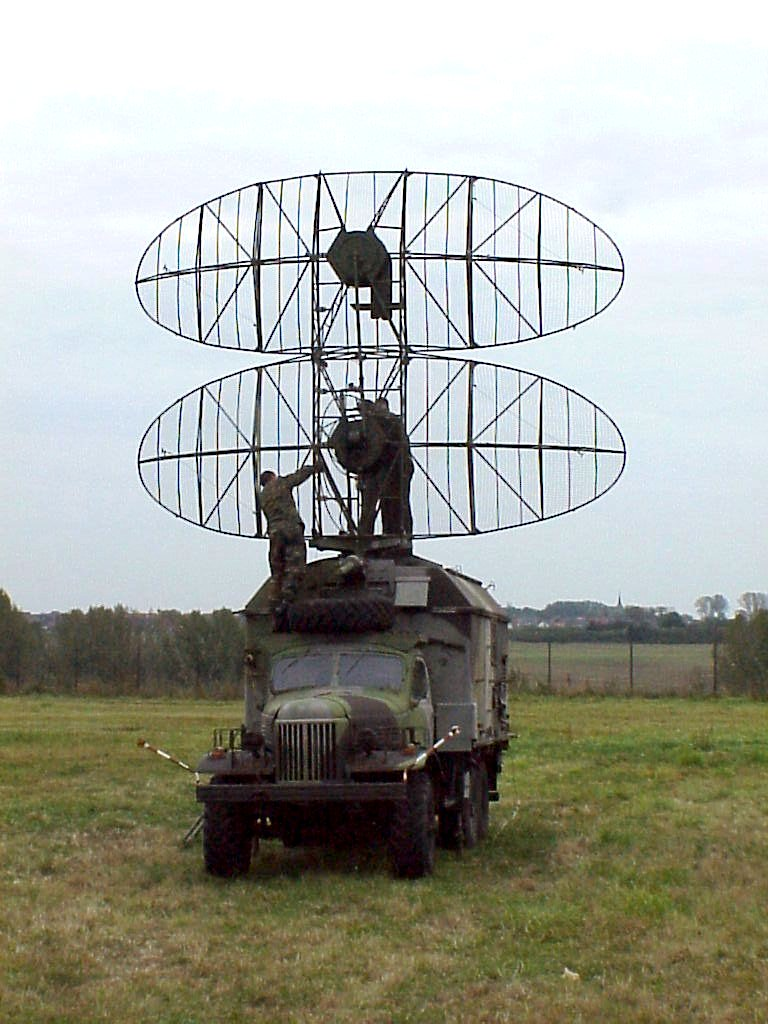
P-15警戒レーダー

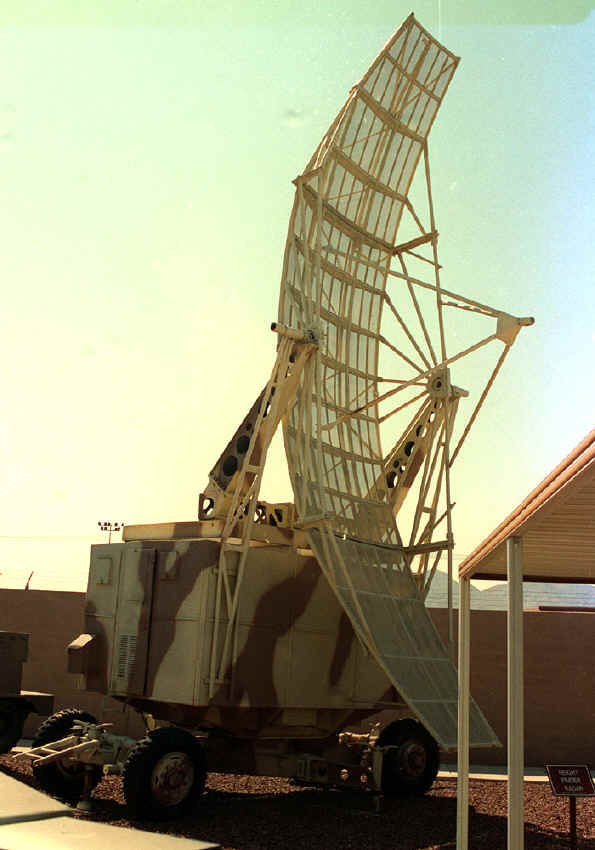
PRV-11高角測定レーダー

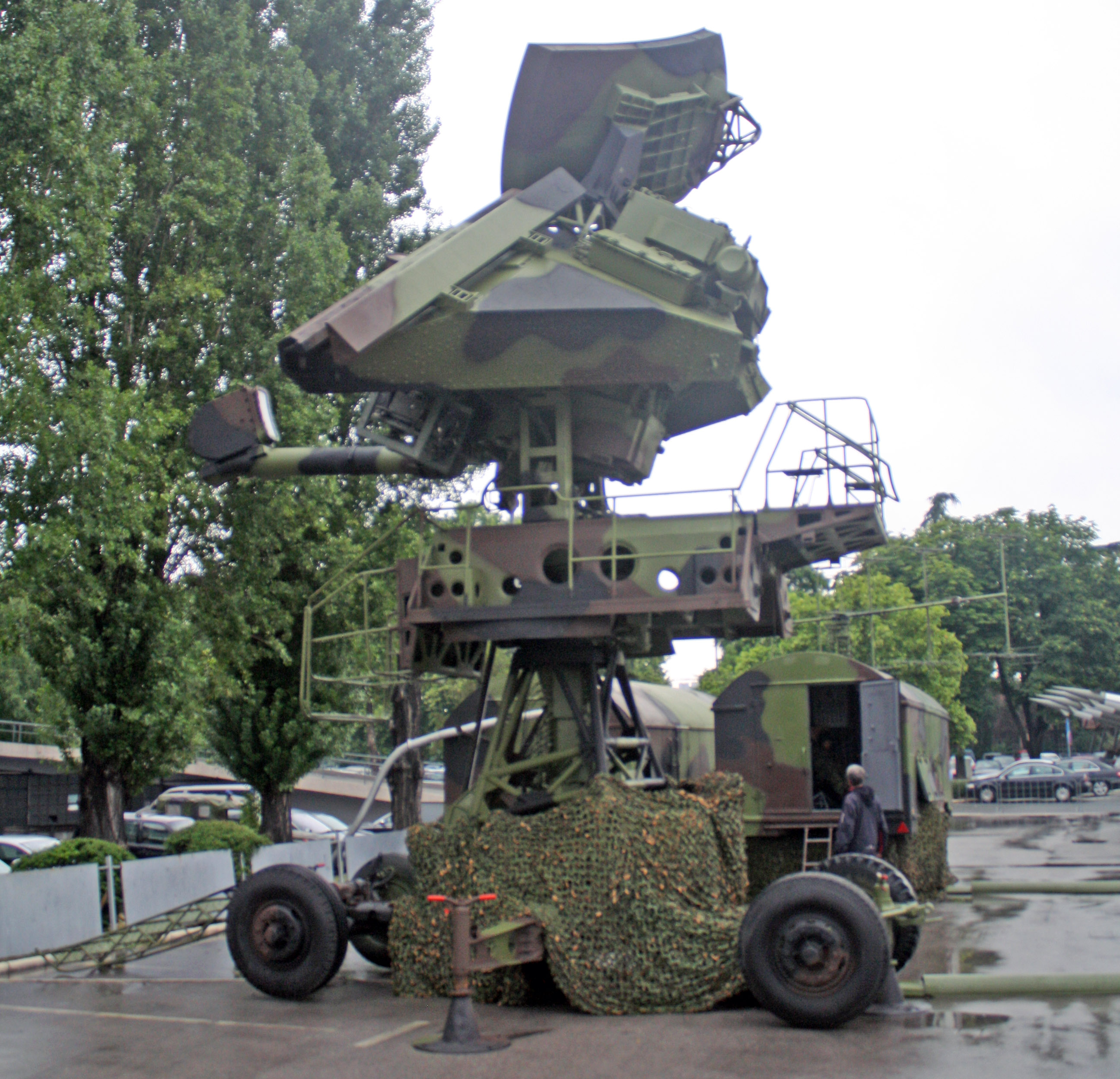
SNR-125管制/戦闘レーダー

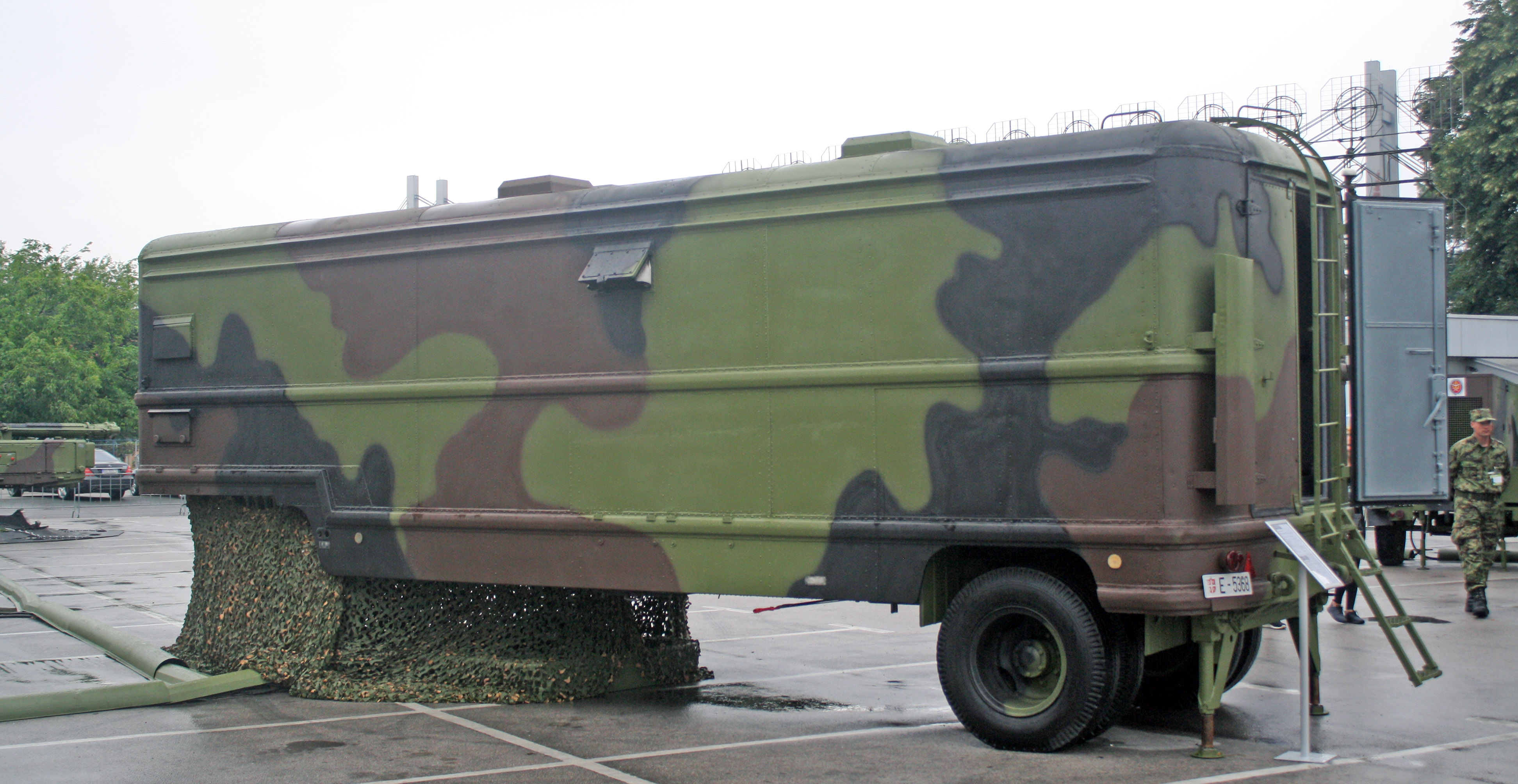
射撃管制装置

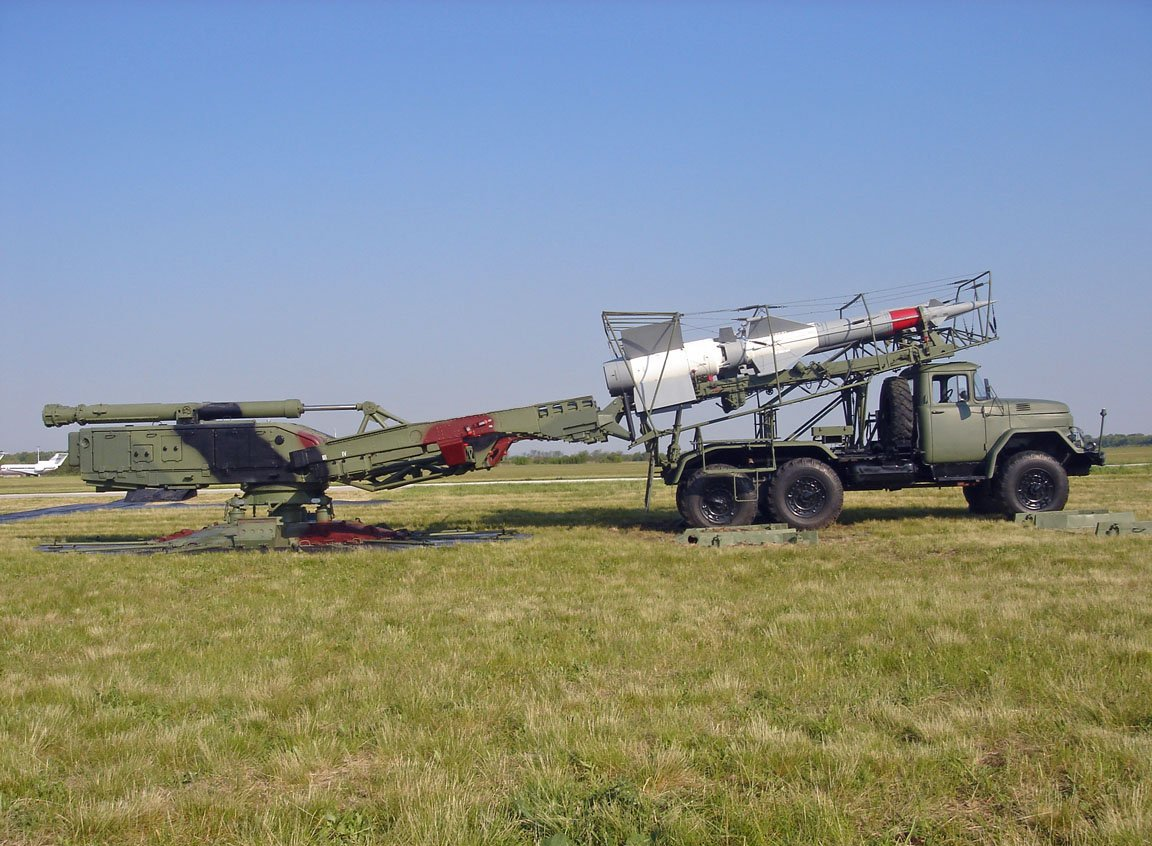
発射機へのミサイル装填作業（セルビア空軍及び防空軍第250防空ミサイル旅団）

### 開発
ソ連がその広大な領域をSAMの傘でカバーする事は、S-75（SA-2 ガイドライン）の登場と大量配備によって実現されたが、ソ連がこれで満足したわけではなかった。確かにS-75は戦略爆撃機や偵察機などの高高度を飛ぶ目標に対しては効果的であったが、より低い高度を飛ぶ目標に対しては効果的でないように思えた。そこで、1956年にはS-75を補完するべく中/高高度迎撃用SAMの開発がスタートし、開発にはS-75と同じくラボーチキン設計局があたった。
開発は1959年頃におおむね完了し、1961年には部隊配備が始まった。まずは首都モスクワ近郊に展開する国土防空軍のSAM部隊に、続いて各地の主要都市や飛行場の防空部隊に配備された。
ミサイルの構成はS-75同様、射出用のタンデム式固体燃料ロケット・ブースター（燃焼時間2.6秒）およびミサイル本体から成る。ミサイル中央部には4枚の翼が付けられ、後端部に4枚の大型安定翼、また、先端部に4枚の小型制御翼がある。ミサイルはS-75より小型で、全長は6.1m、直径は0.37m（ブースターは0.55m）、重量は発射時で946kgである。弾頭は60kg高性能炸薬で、危害半径は10m弱といったところである。射程は6-22km、射高は1.5-12kmである。
1964年には低高度における迎撃性能を向上させたS-125M/M-1（SA-3B）が登場した。こちらは重量が若干増えて950kgになり、射程は2.5-18km、射高は0.05-18kmである。
敵機の探索には探知範囲250kmのP-15（NATOコードネーム：Flat Face）警戒レーダーが担当し、目標高度に関しては最大高度32kmまで探知可能なPRV-11（NATOコードネーム：Side Net）高角測定レーダーが担当する。直接戦闘に関わるのはSNR-125（NATOコードネーム：Low Blow）管制/戦闘レーダー（探知範囲40km）である。SNR-125は同時6目標追尾が可能で、選択された目標に関する情報をUHFを通じてミサイルに送る。後期型のSNR-125は新たにテレビカメラを搭載し、激しいジャミングが行われていてもカメラから得られた情報をミサイルに送ることで任務の遂行を可能にしている。
S-125は、ソ連と関係の深い諸国にも輸出され、輸出型はS-125 ペチョーラ（С-125 Печора）と呼ばれる。こちらは、ペチョラ川に因む愛称である。

### 実戦
S-125は、1970年にエジプトで初めての戦果を挙げている。同地では、1968年に勃発した第三次中東戦争が終結した後も「消耗戦争」と呼ばれる断続的に戦闘が行われる状況が続いていた。ソ連は1970年にソ連防空軍の部隊を派遣し、スエズ運河沿いに防空陣地を形成した。その後数日間のうちにイスラエル空軍のF-4E ファントムII 3機が撃墜された。
1972年にはベトナム戦争にも参加し、ここでもF-4 ファントムII 戦闘機を撃墜している。
最も大規模に使用されたのは1973年に勃発した第四次中東戦争であり、スエズ運河に沿って防空陣地が形成された。ただし、この戦争では2K12 クープ（SA-6ゲインフル）やZSU-23-4 シルカの方が注目を集め、S-125はその陰に隠れてしまった感がある。
S-125はこれ以外にもイラン・イラク戦争や湾岸戦争、コソボ紛争など様々な戦場で使用された。特筆すべきは1999年3月27日にコソボ紛争においてアメリカ空軍のF-117 ナイトホークステルス攻撃機を撃墜した戦果である。セルビアの首都ベオグラード近郊上空で第49戦闘航空団に所属する1機、コールサイン「ヴェガ31」、シリアルナンバー「82-0806」（1982年度会計発注の22号機）が撃墜されている。迎撃したのはユーゴスラビア連邦共和国防空軍第250防空ミサイル旅団第三中隊で、指揮官名はダニ・ゾルタン中佐。第三中隊では、西側の新鋭軍用機に対応するためにS-125の射撃管制システムを改良しており、レーダーの送受信機を改造して長波長、低周波数の電波を利用してF-117の探知を可能にしていたとされる。F-117に対して発射された2発の対空ミサイルのうち1発が左翼を直撃し、F-117は墜落した。

### 現状
開発開始から既に半世紀が経とうとしているが、いまだに北朝鮮やエジプトなどいくつかの国で配備され続けている。また、独立した旧ソ連諸国でも、S-200・S-300のような、より新しい対空ミサイルとともに防空の一端を担っているとされている。また、冷戦終結・ソビエト連邦の崩壊後は運用各国で車載式など独自の発展型も開発されている。
2022年から続くウクライナ侵攻でロシア国防省は2023年7月28日、ウクライナ軍がこれを対地ミサイルとして転用し、ロストフ州タガンログの住宅地を攻撃したと主張した。

## バリエーション
S-125 ネヴァー（С-125 «Нева»、SA-3A）
初期型。
S-125M ネヴァーM（С-125М «Нева М»、SA-3B）
1964年から使用されたバージョン。
S-125M1 ネヴァーM1（С-125M1 «Нева М1»、SA-3C）
レーダーを改良し、ECCM（対ECM）能力を高めたもの。
M-1 ヴォルナー（М-1 «Волна»、SA-N-1）
S-125の海軍仕様。様々な艦に搭載された。愛称は「波」の意味。「ヴォルナーM」などの改良型がある。

## 運用国
- アルジェリア
- アンゴラ
- アルメニア

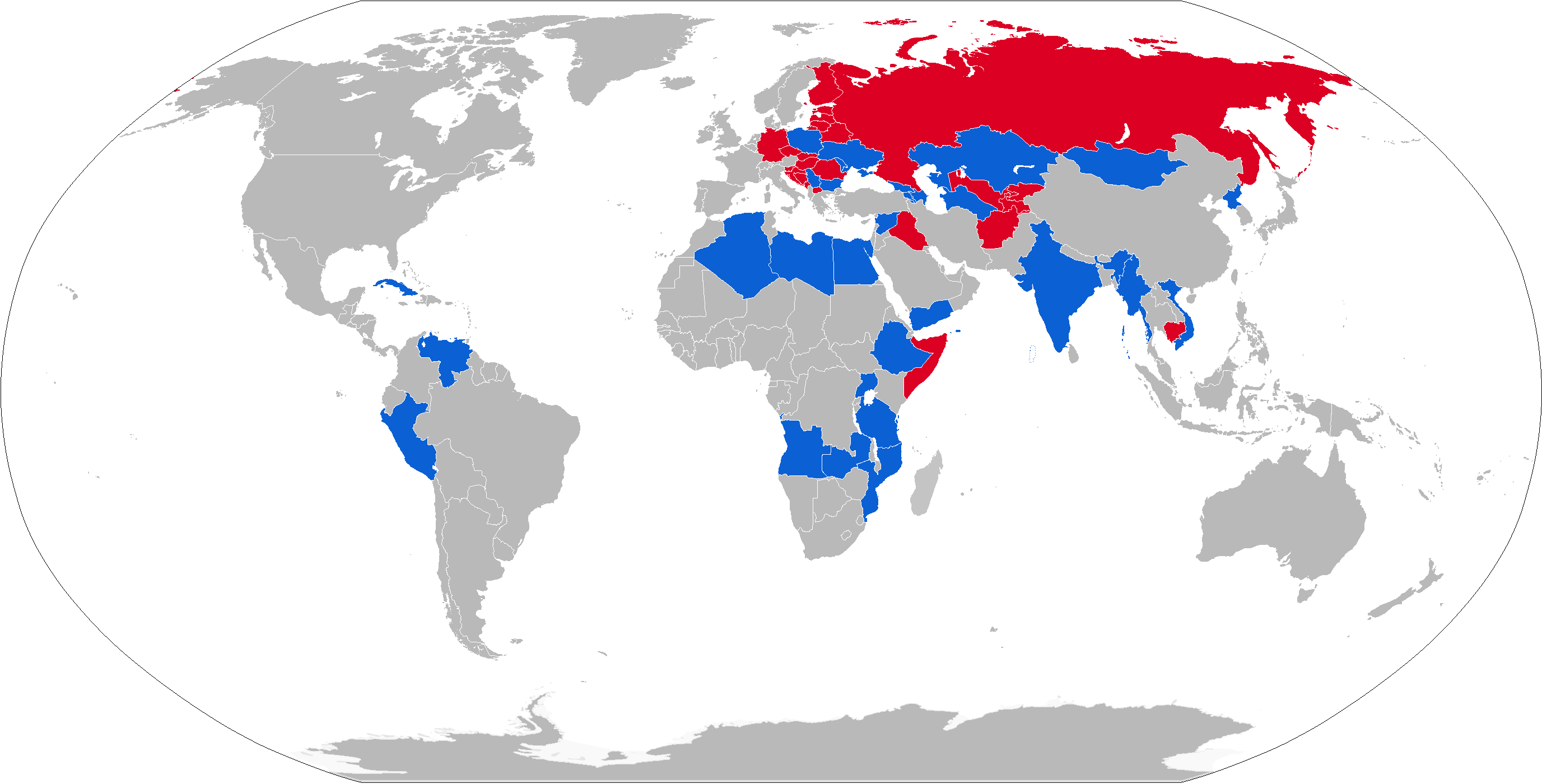
運用国および退役国

- アゼルバイジャン - 2024年時点で、アゼルバイジャン空軍が推定24基のS-125-2TMを保有[4]。
- ブルガリア - 2024年時点で、ブルガリア空軍がS-125M ネヴァーMを保有[5]。
- キューバ
- エジプト
- エチオピア
- ジョージア
- インド - 2024年時点で、インド空軍がS-125Mを保有[6]。
- カザフスタン - 2023年時点で、カザフスタン防空軍が3基のS-125-1Tを保有[7]。
- キルギス - 2023年時点で、キルギス空軍が8基のS-125M1を保有[8]。
- リビア
- モルドバ - 2023年時点で、モルドバ陸軍が3基のS-125M1を保有[9]。
- モンゴル
- ミャンマー
- モザンビーク
- 北朝鮮
- ペルー
- ポーランド
- セルビア
- シリア
- タジキスタン - 2023年時点で、タジキスタン陸軍が3基のS-125 ペチョラ2M、5基のS-125M1 ネヴァーM1を保有[10]。
- タンザニア
- トルクメニスタン - 2024年時点で、トルクメニスタン空軍が4基のS-125-2M ペチョラ2M、12基のS-125M1 ネヴァーM1、複数のS-125-2BM ペチョラを保有[11]。
- ウズベキスタン - 2023年時点で、ウズベキスタン空軍および防空軍が4基のS-125-2M ペチョラ2M、10基のS-125M1 ネヴァーM1を保有[12]。
- ベネズエラ
- ベトナム
- イエメン
- ザンビア

### 退役国
- カンボジア
- チェコスロバキア
- 東ドイツ
- フィンランド
- ハンガリー
- イラク
- ルーマニア
- ロシア
- ソマリア
- スロバキア
- 南イエメン
- ソビエト連邦
- ユーゴスラビア